# Turkiets historia
Turkiets historia sträcker sig till forntiden. Anatolien har varit befolkat sedan människans tidiga historia, av många olika folk.

## Tidig historia
Det geografiska område som motsvarar dagens Turkiet var ett viktigt historiskt område under forntiden och antiken. Där uppstod till exempel en av världshistoriens äldsta städer, Catal Huyuk. Senare utvecklade de indoeuropeisk-talande hettiterna en högkultur från centrala Anatolien. Hettiterriket omfattade under dess storhetstid på 1300-talet f.Kr., förutom nästan hela Anatolien, även stora delar av nuvarande Syrien och norra Irak. I antik tid var Frygien och Lydien, och de grekiska stadsstaterna utmed Medelhavskusten, framträdande politiskt och ekonomiskt. Området blev sedermera persiskt, romerskt och bysantinskt.

## Området blir turkiskt
Från 1000-talet e.Kr. invandrade till Anatolien, även kallat Mindre Asien, turkisktalande folk med de seldjukturkiska erövrarna, och islam blev så småningom den mest betydande religionen i området.
Med början på 1300-talet fram till den 29 oktober 1923 var det som idag är Turkiet det Osmanska rikets centrum. Året 1453, då osmanerna erövrade det kristna bysantinska Konstantinopel, betraktas som en vattendelare i Anatoliens och Europas historia.

## 1900-talet
Under första världskriget ställde sig Osmanska riket på Tysklands sida och förlorade kriget mot England och Frankrike på grund av osmanernas teknologiska underlägsenhet, trots vissa turkiska framgångar som till exempel slaget vid Gallipoli. Det ungturkiska folkmordet på armenierna inleddes 1915 och pågick fram till 1921. Folkmordet på assyrier/syrianer inleddes 1914 och pågick fram till 1924. Folkmordet, även kallat Seyfo, utplånade 75-90% av folkgruppen assyrier/syrianer. 
Den osmanske sultanen kapitulerade 1918 och hans rike avskaffades och delades upp enligt freden i Sèvres 1920. En grupp turkiska nationalister som under ledning av Mustafa Kemal Atatürk stadfäst en nationalförsamling i Ankara, vägrade dock erkänna Sèvresfördragets legitimitet och genomförde ett krig mot framför allt de greker som sökte sätta fördraget i verket. Nationaliströrelsen utgick som segrare och i Lausannefreden 1923 fastställdes Turkiets gränser.

### Republiken Turkiet, 1923
Den 29 oktober 1923 utropades republiken Turkiet med Kemal Atatürk som president. Atatürk byggde upp den nya turkiska staten som en modern nationalstat av europeisk modell och införde flertalet mänskliga rättigheter, även om han själv som president dock hade nästan all makt och då hans republikanska folkparti var det enda tillåtna partiet. En mängd reformer genomfördes under Atatürk, till exempel genom att införa det latinska alfabetet.
Atatürk avled 1938 och efterträddes som president av sin tidigare premiärminister İsmet İnönü, som efter andra världskrigets slut införde demokrati och flerpartisystem; i det första fria valet 1950 blev Adnan Menderes premiärminister. Under andra världskriget var Turkiet neutralt under de första åren, men förklarade krig mot Tyskland 1945. 

### 1945-1960
Turkiet anslöt sig 1952 till NATO och blev på grund av sitt läge med gräns till Sovjetunionen strategiskt viktig i kalla kriget. Under åren som följde växte många olika partier fram, bland annat Demokratiska partiet som hade makten under hela 1950-talet. 

### 1960-1990
Efter våldsamheter och demonstrationer, störtades Adnan Menderes 1960 och militären under general Cemal Gürsel tog makten men lämnade från sig makten året därpå och İsmet İnönü fick åter makten i en rad regeringar.
År 1965 vann det konservativa Rättspartiet under Süleyman Demirel men som blev avsatt av militären 1971. År 1974 kom Bülent Ecevit till makten som ledare för det Republikanska folkpartiet. Ecevit inledde bland annat ockupationen av Cypern under Cypernkrisen 1974. Demirel och Ecevit satt växlande vid makten fram till 1980 då militären återigen tog makten genom en statskupp ledd av general Kenan Evren, som dock lämnade makter åter i civila händer 1982. I valet 1987 segrade Fosterlandspartiet under Turgut Özal. Turkiet stödde invasionen av Irak under Kuwaitkriget 1991. När Özal avled 1993 övertog Süleyman Demirel återigen presidentposten.

### 1990-talet
1990-talet var en period av politiska omvälvningar i Turkiet. Ekonomin privatiserades och en rad partier och ledare slogs om makten, bland annat det muslimska Välfärdspartiet med Necmettin Erbakan i ledningen. Kurdiska PKK började också få större inflytande. Regeringen under Rätta vägens parti med Tansu Çiller var inblandat i en skandal och tvingades avgå. Välfärdspartiet förklarades som olagligt 1998 och följande år bildade Bülent Ecevit återigen regering med Süleyman Demirel och sedan Ahmet Necdet Sezer som president. Det året blev Turkiet även en kandidat till EU-medlemskap. År 1999 drabbades västra Anatolien av en kraftig jordbävning, med epicentrum i de ekonomiskt viktiga områdena vid Marmarasjön, vilket blev ett svårt slag för landets ekonomi.

## 2000-talet

### Turkiet under Erdogan
Under 2001 gick Turkiet igenom sin värsta ekonomiska kris sedan andra världskriget. Valutan rasade och arbetslösheten steg. I augusti det året kom Recep Tayyip Erdoğan till makten som premiärminister i Rättvise- och utvecklingspartiet. Den 8 maj 2004 besökte Recep Tayyip Erdoğan Grekland och lyckades tina upp de grek-turkiska relationerna som tidigare varit mycket spända. Under senare år har Turkiet genomfört många reformer för att få inträde i EU, och landet fick den 3 oktober 2005 börja förhandla om medlemskap i unionen. Under 2010-talet ökade flyktingströmmarna från främst Syrien, Afghanistan och Somalia till Europa. Efter ett EU-beslut i slutet av 2015 fick Turkiet rollen som gränsvakt. Det vill säga att Turkiet skulle ansvara för EU:s yttre gräns och förhindra flyktingar att nå Europa. 
Det konservativa Rättvise- och utvecklingspartiet (AKP) har styrt Turkiet sedan 2002. Nuvarande president Recep Tayyip Erdoğan var premiärminister mellan 2003 och 2014, då han tog över presidentposten från Abdullah Gül.
Under AKP:s första år vid makten upplevde Turkiet en kraftig ekonomisk uppgång, med förbättrad levnadsstandard för stora delar av befolkningen. De senaste åren har ekonomin dock stagnerat, med skenande inflation och arbetslöshet, samtidigt som landet enligt många bedömare utvecklats i en auktoritär riktning.
Kuppförsöket 2016 blev startskottet för en allt mer hårdför politik, som bland annat har inneburit att hundratusentals människor har fängslats eller fått sparken, anklagade för samröre med Gülenrörelsen, som Erdogan pekar ut som ansvarig för kuppen (predikanten Fethullah Gülen nekar själv till inblandning). Även ett stort antal journalister har fängslats på oklara grunder. Erdoğan har framträtt som allt mer auktoritär. I april 2017 formaliserades hans ökade makt genom en folkomröstning som godkände författningsändringar som gav presidentämbetet näst intill diktatoriska befogenheter. 
Efter att ha omvalts som president 2018 började Erdogan genom olika lagar och dekret omforma statsapparaten på ett sätt som i princip innebar att den tidigare parlamentarismen ersattes av ett presidentstyre, med en mycket stor koncentration av makt till statschefen. Posten som premiärminister har avskaffats och den verkställande makten överförts till presidenten. Denne är nu både stats- och regeringschef och behöver inte stå över partipolitiken. Presidenten kan själv utse alla ministrar och ett fritt antal vicepresidenter samt utnämna eller avskeda högre ämbetsmän utan parlamentets godkännande.
Samtidigt har Erdogan och AKP gett islam en allt mer framskjuten plats i det historiskt sett starkt sekulära Turkiet. 